# Alfa Romeo Iguana
El Alfa Romeo Iguana es un prototipo de automóvil diseñado por Giorgetto Giugiaro de la empresa Italdesign  para Alfa Romeo en 1969. 

## Antecedentes
El automóvil se presentó en el Salón del Automóvil Deportivo de Monza y se presentó oficialmente en el Salón del Automóvil de Turín en 1969. Fue el primer modelo de Alfa Romeo diseñado por Giorgetto Giugiaro como jefe de su propia empresa, y para realizarlo se basó en la versión de carretera del  Alfa Romeo 33 Stradale del Tipo 33/2. Aunque no entró en producción en el Iguana se observan líneas estilísticas de trabajos posteriores del diseñador, como el acabado acabado en metal cepillado de algunos elementos que luego aplicaría en el DMC DeLorean .

## Detalles técnicos

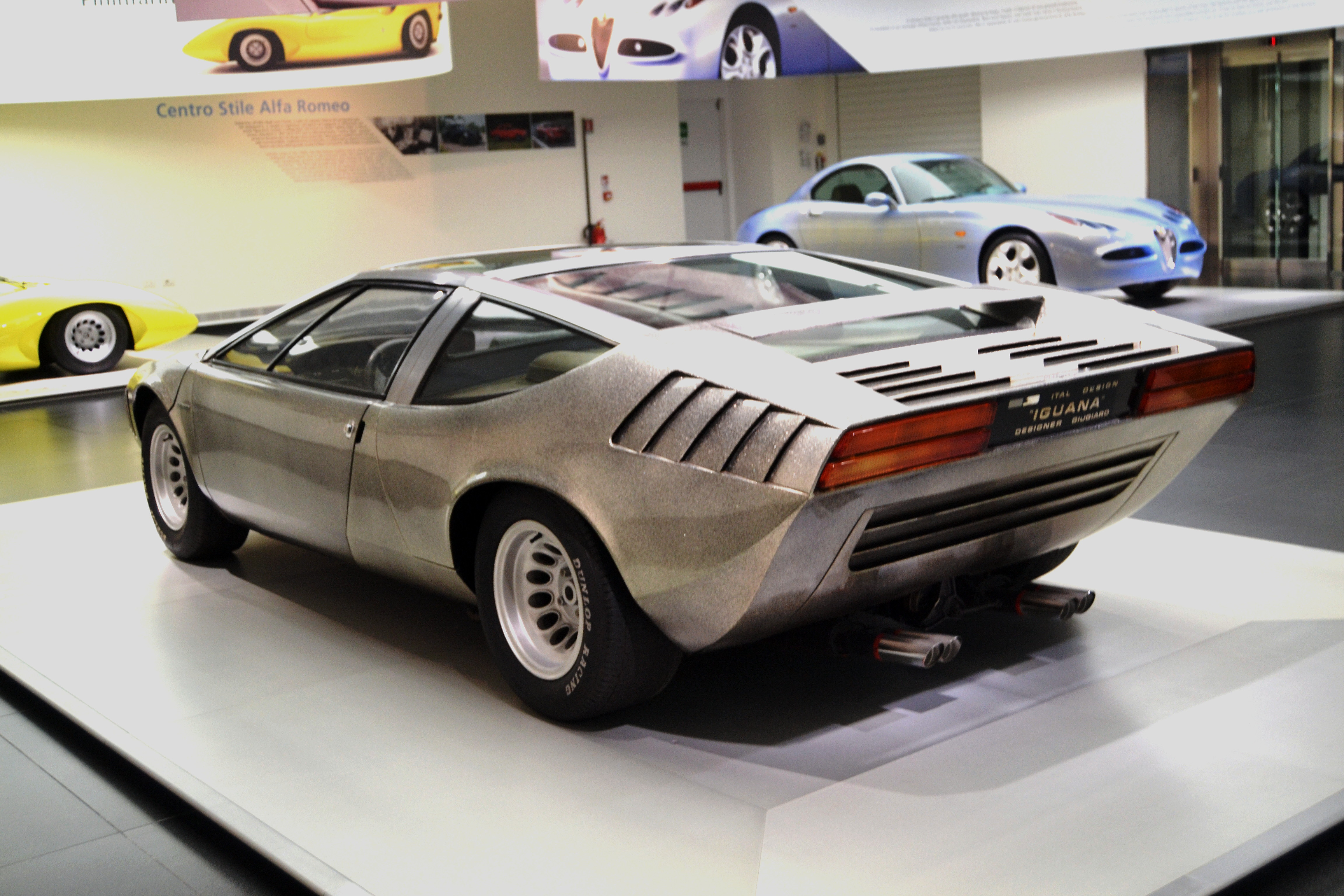
Vista trasera.

El chasis, heredado del Alfa Romeo Stradale, era de acero tubular. y sobre el se acopló una carrocería  de fibra de vidrio. El morro bajo e inclinado y la profundidad del parabrisas se aplicarián posteriormente en el Porsche Tapiro y el Maserati Bora, mientras que los elementos traseros también aparecerán en otros automóviles diseñados por Giugiaro, como el Alfetta GT. 